# Эффект даты рождения
Эффект даты рождения (эффект числа дня рождения) — это подсознательная тенденция людей предпочитать числа в дате своего дня рождения другим числам. Впервые описанный в 1997 году японскими психологами Синобу Китаямой и Маюми Карасавой, эффект числа дней рождения был воспроизведён в различных странах. Он распространяется на людей разного возраста и пола. Этот эффект наиболее заметен для чисел больше 12.
Большинство людей любят самих себя; день рождения непосредственно ассоциируется с самим собой, и поэтому числа в составе даты рождения предпочтительнее, несмотря на то, что они появляются во многих других контекстах. Люди, которые не любят себя, как правило, не показывают склонности к эффекту числа дня рождения. Существует аналогичный по возникновению и действию эффект, эффект имени-буквы: люди склонны отдавать предпочтение буквам, которые являются частью их имени. Эффект даты рождения и эффект имени-буквы значительно коррелируют друг с другом. В процессе психологической оценки задача предпочтения числа используется для оценки имплицитной самооценки.

## Происхождение
На протяжении всей истории различные цивилизации имели свои числа, которые они считают особенными. Например, в Древнем Риме число 7 было благоприятным, в цивилизации Майя число 13 было священным, в современной Японии люди дарят три, пять или семь подарков на удачу, а в Китае число 8 считается счастливым и 4 избегают, когда это возможно. В западной культуре число 13 часто считается несчастливым, отсюда и термин трискайдекафобия, страх перед числом 13.
Первые запланированные эксперименты с числами датируются 1933 годом, когда исследователь Дитц попросил голландцев назвать первое число, которое придёт на ум между 0 и 99. Число 7 упоминалось чаще всего, как это было в различных более поздних версиях этого исследования в других странах. Число 7 также вышло на первое место в тех исследованиях, где людей просили просто назвать своё любимое число. В онлайн-опросе, проведённом Алексом Беллосом, обозревателем The Guardian, более 30 000 человек со всего мира представили свои цифры, причём 7 из них были самыми популярными. Все номера до 100 и почти половина номеров до 1000 были представлены по крайней мере один раз. Маркетологи Кинг и Янишевский исследовали числовые предпочтения по-другому. Они показывали студентам случайные числа и просили их быстро сказать, нравится ли им это число, не нравится ли оно или они чувствуют себя нейтрально по отношению к названному числу. Число 100 имело самую высокую долю людей, которым оно нравилось (70 %), и самую низкую долю людей, которым оно не нравилось (5 %). Числа от 1 до 20 понравились на 9 % больше людей, чем большие числа; числа, которые являются результатом заученных наизусть таблиц умножения (например, от 2 × 2 до 10 × 10), понравились на 15 % большему количеству людей, чем остальные числа. Исследователи пришли к выводу: числа таблицы умножения предпочтительнее простых чисел.

## Исходное исследование
В 1997 году исследователи Синобу Китаяма и Маюми Карасава заметили, что исследования неоднократно показывали, что японцы не стремятся поддерживать и повышать свою самооценку, в отличие от европейцев и американцев. Поскольку имплицитная самооценка по определению недоступна интроспекции, её показатели зависят не от непосредственных самоотчётов, а от того, в какой степени объекты, связанные с самооценкой, порождают позитивные или негативные мысли. Первый эксперимент был точной копией исследования Наттина 1987 года о предпочтении букв, связанных с буквами имени участника. Второй эксперимент включал числа, представляющие день рождения участника (от 1 до 31) и месяц его рождения (от 1 до 12).

### Метод
Для эксперимента с письмами они попросили 219 японских студентов-старшекурсников оценить каждый из 45 символов хираганы, входящих в японскую систему письма, в соответствии с тем, насколько они им нравятся. Для эксперимента с числами они попросили 269 японских студентов-старшекурсников оценить числа от 0 до 49 по привлекательности. Число 49 было выбрано в качестве верхнего предела, чтобы скрыть истинную цель исследования, на которую могло намекать 31 (максимальное число дней в месяце). Аналогично, число 0 было включено для маскировки. Участники должны были дать оценку по шестибалльной шкале, начиная от 1, если им очень не нравилось это число, до 6, если оно им очень нравилось. После этого участникам предлагалось предоставить различные демографические данные, включая их дни рождения.

### Результаты
Анализ данных предпочтений букв выявил эффект «имя-буква», а также эффект числа дней рождения. Для каждого числа исследователи сначала рассчитали среднюю симпатию участников, которые не имели этого числа в составе даты своего день рождения. Для каждого участника было рассчитано 50 относительных баллов симпатии между исходным числом и фактическим предпочтением. Средние оценки симпатии к различным типам чисел показали, что участники непропорционально предпочитали числа своей даты рождения. Эффект был сильнее для чисел, больших 12, чем для меньших чисел. Эффект был самым слабым для мужчин и месяца их рождения (всего 0,03 разницы от среднего значения), и самым сильным для женщин и дня их рождения (0,77 разницы со средним значением). В целом женщины проявляли большую симпатию к числам в своём дне рождения, чем мужчины.

### Объяснения
Китаяма и Карасава пришли к выводу, что закономерности в результатах обоих экспериментов наиболее согласуются с гипотезой о том, что предпочтение обусловлено привязанностью к себе; не только к своим именам и датам рождения, но также и к их составным буквам и цифрам. Поскольку большинство людей любят самих себя, они испытывают положительные чувства к этим составляющим частям собственного «я».
Альтернативным объяснением эффекта числа дней рождения, который должен был быть проверен, является эффект знакомства с объектом. Если бы это было правдой, что числа в день рождения используются непропорционально в повседневной жизни, то предпочтение чисел в день рождения может быть просто предпочтением того, что наиболее часто встречается. Зайонк обнаружил в своих лабораторных исследованиях 1960-х и 1980-х годов, что знакомство может сильно влиять на предпочтения, и придумал термин «эффект знакомства с объектом». Но Китаяма и Карасава утверждали, что даже если бы люди видели числа со своего собственного дня рождения больше, это все равно было бы ничтожно мало по сравнению с общим количеством чисел, с которыми они сталкиваются в повседневной жизни. Это согласуется с аргументом, который другие исследователи использовали, чтобы исключить простое воздействие в качестве объяснения эффекта имени-буквы.[42][45]
Китаяма и Карасава пришли к выводу, что у японцев действительно есть тёплые чувства к самим себе, как у американцев и европейцев, но эти чувства маскируются, когда их явно просят. Они предположили, что причина такой маскировки кроется в склонности японцев обращать внимание на негативные, нежелательные черты путём улучшения своего «я».

## Дальнейшие исследования
К 2017 году оригинальное исследование Китаямы и Карасавы было процитировано в более чем 300 научных работах.

### Ранние исследования
Первое последующее исследование было посвящено культурным различиям. Бласс, Шмитт, Джонс и О’Коннелл использовали студентов-старшекурсников в качестве участников для воспроизведения оригинального исследования. В своём докладе, представленном на ежегодной конференции Американской психологической ассоциации в Чикаго в августе 1997 года, они сообщили о том же результате: явное предпочтение чисел в составе даты рождения. Однако они обнаружили гораздо более сильный эффект, который, по мнению исследователей, мог быть обусловлен склонностью американцев к самосовершенствованию.
Второе последующее исследование было проведено в 1998 году Китаямой и Утидой. Они стремились исследовать связь между эффектом букв имени человека и эффектом числа его или её дня рождения, учитывая, что Китаяма и Карасава подозревали, что за ними стоит одна движущая сила. Как они и предсказывали, Китаяма и Утида обнаружили, что внутри человека эти два эффекта коррелируют. Более поздние исследования подтвердили этот вывод.
В 2000 году Боссон, Суонн и Пеннебейкер протестировали семь показателей имплицитной самооценки, включая задание с номером дня рождения и задание с буквой имени, и четыре показателя эксплицитной самооценки. Они использовали семибалльную шкалу оценки вместо шестибалльной шкалы, которую использовали Китаяма и Карасава, и смотрели только на день рождения. В среднем респонденты набрали свой номер дня рождения на 0,73 балла выше, чем остальные цифры. Когда исследователи повторно протестировали все семь имплицитных показателей самооценки, задача с номером дня рождения была одной из трёх и дала аналогичные результаты. Из слабых или несущественных корреляций между имплицитными и эксплицитными показателями самооценки они сделали вывод, что имплицитная и эксплицитная самооценка используют различные базовые конструкты.

### Более поздние исследования
Более поздние исследования посвящены аспектам этого эффекта. Кул, Дейкстерхейс и Ван Книппенберг пытались исследовать, насколько автоматичен процесс предпочтения. Они делали это как с цифрами, так и с буквами. Исследователи делили участников на две группы. Первой группе было предложено дать быстрые, интуитивные реакции с указанием предпочтений. Второй группе было предложено объяснить, почему одни числа им нравятся больше, чем другие, и проанализировать, какие особенности чисел им нравятся. Как и предсказывали исследователи, они обнаружили, что и эффект числа дня рождения, и эффект имени-буквы исчезли в результате размышлений. Они утверждали, что размышление о причинах провоцирует сознательное подавление имплицитных эффектов любви к своему «я». Этот вывод был подкреплён изучением корреляций между эффектами: в то время как в состоянии «чувства» сила эффекта числа дня рождения участника коррелировала с эффектом буквы его имени, в состоянии «мышления» такой корреляции обнаружено не было.
Джонс, Пелхэм, Миренберг и Хеттс исследовали, как этот эффект сохраняется при так называемых «угрозах» самому себе. Более ранние исследования уже показали, что эффект имени-буквы зависит от воспринимаемой угрозы. Джонс, Пелхэм, Миренберг и Хеттс сначала заставили некоторых участников написать о личном недостатке, а затем дали всем участникам задачу предпочтения чисел и задачу предпочтения букв. То, что они обнаружили, соответствовало предыдущим выводам: люди, которые очень любили себя, любили цифры в своём дне рождения и буквы своего имени ещё больше, когда какой-то аспект их личности казался под угрозой. Это предсказывается теорией бессознательного самосовершенствования. Это не может быть объяснено простой теорией воздействия.
Никелл, Педерсон и Россоу искали эффекты, связанные со значимыми годами. Они попросили 83 студентов-старшекурсников оценить по шкале от 1 до 7, насколько им понравились годы между 1976 и 2001 годами: месяцы года, времена года, времена суток и даже какие у них тогда были домашние животные в попытке скрыть цель исследования. Анализ полученных данных показал, что участникам нравился сам год их рождения гораздо больше, чем в среднем за четыре года после рождения. Исследователи также обнаружили, что год окончания средней школы также понравился больше, чем в среднем. Из всех месяцев года самым любимым месяцем был тот, в котором родились участники.

## Другие исследования
Зафиксированы некоторые свидетельства того, что этот эффект может оказывать влияние на принятие жизненных решений. Одно лабораторное исследование выявило более благоприятное отношение к тем ценам, что посредством тайных манипуляций соответствовали числам из дат рождения испытуемых, что приводило в итоге к более высоким шансам покупки этой продукции. Однако второе исследование с использованием года рождения в качестве цены не привело к тому же результату. Исследование симпатии к продуктам показало, что участникам с высокой самооценкой больше нравились те продукты, у которых названия непроизвольно включали числа их дня рождения и буквы их имени. Некоторые полевые исследования, показавшие влияние числа дней рождения на более важные жизненные решения (например, где жить), являются спорными.

## Приложение
В психологических оценках эффект числа дней рождения используется для измерения имплицитной самооценки. Задача предпочтения чисел часто используется в сочетании с более популярной задачей предпочтения букв, иногда совместно называемой задачей предпочтения инициалов и дня рождения (IBPT). Наиболее популярным методом измерения имплицитной самооценки является имплицитный ассоциативный тест.
Не существует стандартного метода для применения этой задачи. Наиболее часто используемым является рейтинговое задание, которое включает в себя оценку участниками всех чисел ниже определённого порога (обычно более 31, чтобы замаскировать цель оценки связей с датами), указывая, насколько они им нравятся по 7-балльной шкале рейтинга. Не существует и стандартного алгоритма расчёта имплицитной самооценки. Используется по меньшей мере шесть алгоритмов. В своём мета-анализе эффекта имени-буквы Стигер, Ворачек и Форманн рекомендуют использовать алгоритм двойной коррекции Ipsative. Алгоритмы обычно применяются как к числу дня, так и к числу месяца.
Стигер, Ворачек и Форманн рекомендуют, чтобы задание включало в себя как буквенное предпочтение, так и числовое предпочтение, чтобы оно выполнялось дважды и чтобы инструкции были сосредоточены на симпатии, а не на привлекательности. Задача предпочтения числа использовалась для измерения имплицитной самооценки в таких разнообразных контекстах, как воспитание детей и ментальные привычки.